# ドン・バイロン
ドン・バイロン（Don Byron、1958年11月8日 - ）は、アメリカ合衆国の作曲家であり、マルチ楽器奏者である。主にクラリネットを演奏しているが、フリー・ジャズやクレズマーを含むさまざまなジャンルにおいて、バスクラリネットやサクソフォーンも演奏した。

## 略歴
彼の母親はピアニストであった。父親は郵便配達員として働きながら、カリプソ・バンドでベースを演奏した。バイロンは成長期にディジー・ガレスピーやマイルス・デイヴィスを聴くようになったが、バレエや交響楽団といった音楽への旅を通じて他のスタイルに触れていった。子供の頃、喘息にかかっており、医者が呼吸を改善するために楽器を演奏することを彼に勧めた。これがクラリネットを演奏し始めた理由となっている。彼はクレズマーに興味を起こさせた多くのユダヤ人同朋の間でサウス・ブロンクスに育った。他の影響を受けた人物には、ジョー・ヘンダーソン、アーティ・ショウ、ジミー・ハミルトン、トニー・スコットがいる。10代の頃には、ジョー・アラードからクラリネットのレッスンを受けた。ジョージ・ラッセルはボストンのニューイングランド音楽院における教師の一人であった。学校では、彼はハンクス・ネットスキー率いるクレズマー音楽院バンドのメンバーとなった。1980年代に彼はニューヨークに移り、ハミエット・ブルイエット、クレイグ・ハリス、デヴィッド・マレイなどのアヴァンギャルド・ジャズ・ミュージシャンと共演した。
バイロンはブラック・ロック連合のメンバーである。2001年、彼はレッド ・ホット・オーガニゼーションによる、エイズの認識を高め、病気と闘うために捧げられた慈善団体に資金を集めるデューク・エリントンへのトリビュートとなるコンピレーション・アルバム『Red Hot + Indigo』で「Bli Blip」を演奏した。彼はビル・フリゼール、ジョー・ヘンリー、マーク・リボー、ヴァーノン・リード、アラン・トゥーサンとレコーディングを行った。
デンバーのメトロポリタン州立大学（2015年）、ニューヨーク州立大学オールバニ校（2005年–2009年）、およびMIT（2007年–2008年）にて、教授として働き、作曲、即興、音楽史、クラリネット、サックスを教えた。
バイロンはジャズの歴史家であり、彼のアルバムのいくつかは、ポピュラー音楽の歴史の中で忘れられた瞬間のレクリエーション（精神）であった。例としては『ウェディング・ダンス～ドン・バイロン・プレイズ・ザ・ミュージック・オブ・ミッキー・カッツ』『バグ・ミュージック』といったアルバムがある。

## 受賞歴と栄誉
バイロンは、2009年にローマ・アメリカン・アカデミーによるローマ賞フェローシップを受賞した。ピアニストのリサ・ムーアから委託されて作曲したソロ・ピアノのための7つのエチュードにより、2009年にピューリッツァー賞音楽部門のファイナリストとなった。アルバム『Ivey-Divey』収録の「I Want to Be Happy」のバスクラリネット・ソロによって、グラミー賞にノミネートされた。
彼は第2回インディペンデント・ミュージック・アワードの審査員を務めた。
バイロンは、2007年の「USA Prudential Fellow」に指名され、アメリカのアーティストの作品を支援、促進する公的慈善団体であるユナイテッド・ステイツ・アーティストから助成金を授与された。また、2007年にグッゲンハイム・フェローを受賞した。

## ディスコグラフィ

### リーダー・アルバム
- 『タスキージ・エクスペリメンツ』 - Tuskegee Experiments (1992年、Nonesuch)
- 『ウェディング・ダンス～ドン・バイロン・プレイズ・ザ・ミュージック・オブ・ミッキー・カッツ』 - Don Byron Plays the Music of Mickey Katz (1993年、Nonesuch)
- 『ミュージック・フォー・シックス・ミュージシャンズ』 - Music for Six Musicians (1995年、Nonesuch)
- No-Vibe Zone: Live at the Knitting Factory (1996年、Knitting Factory)
- 『バグ・ミュージック』 - Bug Music (1996年、Nonesuch)
- 『Nu Blaxploitation』 - Nu Blaxploitation (1998年、Blue Note)
- 『ロマンス・ウィズ・ジ・アンシーン』 - Romance with the Unseen (1999年、Blue Note)
- 『ファイン・ライン～アリア&リート』 - A Fine Line: Arias and Lieder (2000年、Blue Note)
- You Are #6: More Music for Six Musicians (2001年、Blue Note)
- Ivey-Divey (2004年、Blue Note)
- Do the Boomerang – The Music of Junior Walker (2006年、Blue Note)
- Love, Peace, and Soul (2011年、Savoy)[1]
- Random Dances and (A)Tonalities (2018年、Intakt) ※with Aruán Ortiz

### 作曲で関わったアルバム
- バング・オン・ア・カン・オール・スターズ & ドン・バイロン : A Ballad for Many (2006年、Cantaloupe)
- リサ・ムーア : Seven (2009年、Cantaloupe)
- ETHEL : Light (2006年、Cantaloupe) - 「String Quartet No. 2; Four Thoughts on Marvin Gaye, III」収録
- ETHEL : Heavy (2012年、Innova) - 「String Quartet No. 2; Four Thoughts on Marvin Gaye, I–IV」収録

### 参加アルバム
ユリ・ケイン
- 『スフィア・ミュージック』 - Sphere Music (1993年、JMT)
- 『トーイズ』 - Toys (1995年、JMT)
- 『ウルリヒト』 - Urlicht / Primal Light (1997年、Winter & Winter)
- The Sidewalks of New York: Tin Pan Alley (1999年、Winter & Winter)
- 『ゴルトベルク変奏曲』 - The Goldberg Variations (2000年、Winter & Winter)
- 『ダーク・フレイム』 - Gustav Mahler: Dark Flame (2003年、Winter & Winter)

マリリン・クリスペル
- Stellar Pulsations (1994年、Leo)
- Live in San Francisco (1995年、Music & Arts)

ビル・フリゼール
- 『ハヴ・ア・リトル・フェイス』 - Have a Little Faith (1993年、Elektra Nonesuch)
- 『ディス・ランド』 - This Land (1994年、Nonesuch)
- 『ザ・スウィーテスト・パンチ』 - The Sweetest Punch: The New Songs of Elvis Costello and Burt Bacharach Arranged by Bill Frisell (1999年、Decca)

クレイグ・ハリス
- Shelter (1987年、JMT)
- Blackout in the Square Root of Soul (1988年、JMT)
- Souls Within the Veil (2005年、Aquastra Music)

デヴィッド・マレイ
- 『デイヴィッド・マレイ・ビッグ・バンド』 - David Murray Big Band conducted by Lawrence "Butch" Morris (1991年、DIW/Columbia)
- 『サウス・オブ・ザ・ボーダー』 - South of the Border (1993年、DIW/Columbia)

Neufeld-Occhipinti Jazz Orchestra
- You Are Here (1998年、Auracle)
- Highwire (2002年、True North)

ラルフ・ピーターソン
- 『フォテット』 - Presents the Fo'tet (1990年、Somethin' Else/Blue Note)
- 『オーネットロジー』 - Ornettology (1992年、Somethin' Else/Blue Note)

ボビー・プレヴァイト
- Weather Clear, Track Fast (1991年、Enja)
- 『ヒュー・アンド・クライ』 - Hue and Cry (1993年、Enja)

レジー・ワークマン
- Images (1990年、Music & Arts)
- Altered Spaces (1993年、Leo)

その他
- ラルフ・アレッシ : This Against That (2002年、RKM Music)
- ダニエル・バレンボイム : A Tribute to Ellington (1999年、Teldec)
- ハミエット・ブルイエット : The Clarinet Family (1987年、Black Saint)
- アンソニー・ブラクストン : 4 (Ensemble) Compositions 1992 (1993年、Black Saint)
- スティーヴ・コールマン : 『ドロップ・キック』 - Drop Kick (1992年、Novus)
- ダグラス・エワート & インヴェンション・クラリネット・クワイアー : Angles of Entrance (1996年、Aarawak)
- D.D.ジャクソン : Paired Down, Vol. 2 (1998年、Just In Time)
- エドセル・ゴメス : Cubist Music (2002年、Tba)
- ジェローム・ハリス : Hidden in Plain View (1995年、New World/Countercurrents)
- ジェリー・ヘミングウェイ : Special Detail (1991年、hatArt)
- ジョー・ヘンリー : Fuse (2003年、Anti-)
- リロイ・ジェンキンス : Themes & Improvisations on the Blues (1994年、CRI)
- ホッピー神山 : 『音楽王2 Welcome To Forbidden Paradise』 - Welcome to Forbidden Paradise (1992年、Toshiba-EMI)
- リヴィング・カラー : 『タイムズ・アップ』 - Time's Up (1990年、Epic)
- エクトル・マルチニョン : The Foreign Affair (1998年、Candid)
- マンディ・パティンキン : Dress Casual (1990年、CBS)
- トム・ピアソン : Planet of Tears (1996年、Auteur)
- ヴァーノン・リード : 『ミステイクン・アイデンティティ』 - Mistaken Identity (1996年、Sony)
- マーク・リボー : Rootless Cosmopolitans (1990年、Antilles)
- ラロ・シフリン : Esperanto (2000年、Act)
- サード・パーソン : 『ベンズ』 - The Bends (1990年、Knitting Factory)
- アラン・トゥーサン : 『ザ・ブライト・ミシシッピ』 - The Bright Mississippi (2009年、Nonesuch)
- スザンヌ・ヴェガ : 『欲望の9つの対象』 - Nine Objects of Desire (1996年、A&M)
- ハル・ウィルナー : 『メディテイションズ・オン・ミンガス～ナイトメア』 - Weird Nightmare: Meditations on Mingus (1992年、Columbia)
- カサンドラ・ウィルソン : 『ブルー・ライト・ティル・ドーン』 - Blue Light 'til Dawn (1993年、Blue Note)